# 福原志保
福原 志保（ふくはら しほ、1976年 -）は、日本の現代美術家、研究者。

## 略歴
- 1998 年 リーズ・アーツ大学のFoundation Diploma in Art & Design修了
- 2001年 ロンドン芸術大学セントラル・セント・マーチンズのファインアート学士課程修了
- 2003年 ロイヤル・カレッジ・オブ・アートのインタラクション・デザイン修士課程修了
- 2004年 オーストリアの現代美術家Georg Tremmel（ゲオアク・トレメル）とともにNESTA（英国国立科学・技術・芸術基金）のパイオニア・アワードを受賞[1]
- 2004年 バイオプレゼンス社をロンドンで設立[2]
- 2007年 活動拠点を日本に移し、サイエンス、アート、デザインの領域を超えたコラボレーションを行うアーティスティック・リサーチ・フレームワーク BCLを結成
- 2008年~現在 早稲田大学理工学術院 電気・情報生命工学科 岩崎秀雄研究室のmetaPhorestにてバイオアートの研究を行う[3]
- 2014年~現在 グーグル先端技術研究部門のATAP（アドバンスト・テクノロジー・アンド・プロダクツ）に所属[4]。
- 2020年~現在 情報科学芸術大学院大学[IAMAS] 特別非常勤講師[5]

## 主な受賞
- NESTA（英国国立科学・技術・芸術基金)、Pioneer Award (2004年 6月)[6]
- Swiss Media Art festival VIPER, Grand Prize (2004年11月) [7]
- STARTS Prize 2019 Honorary Mentions (2019年) [8]

## 主な展覧会
- オープン・ネイチャー（2005年4月29日 - 2005年7月3日 / NTTインターコミュニケーション・センター、東京）[9]
- SOURCE OF LIFE（2006年3月18日-3月21日 横浜BankART Studio NYK、横浜）[10]
- Alter Nature: We Can（2011年11月21 - 2011年3月13日 / Z33、ハッセルト、ベルギー）[11]
- INTIMATE SCIENCE （2012年1月21日 - 2012年3月4日 / Miller Gallery）[12]
- 生命美学オープンラボ（2013年5月25日- 2014日3月2日 / NTTインターコミュニケーション・センター、東京）[13]
- Project Genesis（2013年-2015年 / アルスエレクトロニカセンター、リンツ、オーストリア）[14]
- Exo Lab / White Salon（2014年5月10日 – 2014年8月2日 / AIKOKO GALLERY、 東京）[15]
- デジタル・ショック（2015年2月13日 - 3月22日 / アンスティチュ・フランセ東京、東京）[16]
- Ghost in the Cell：細胞の中の幽霊（2015年9月19日 - 2016年3月21日 / 金沢21世紀美術館、金沢）[17]
- KENPOKU ART 2016 茨城県北芸術祭（2016年9月17日 - 2016年11月20日、茨城）[18]
- AOMORI トリエンナーレ 2017, （2018年1月20日 - 2018年3月4日 / 青森公立大学国際芸術センター青森、青森）[19]
- STARTS Exhibition, Out of the Box（2019年9月5日 - 2019年9月8日 / Ars Electronica Festival 2019、リンツ、オーストリア) [20]

## 出演
- 新世代が解く！ニッポンのジレンマ 2017年元日スペシャル（2017年1月1日、NHK Eテレ）[21]
- 天才〇〇さんまときどき岡村（2019年10月11日、日本テレビ）[22]

## 音声講義
- 発想力の育て方 (2021年2月8日、VOOX)